# Hypoponera imatongica
Hypoponera imatongica är en myrart som först beskrevs av Weber 1942.  Hypoponera imatongica ingår i släktet Hypoponera och familjen myror. Inga underarter finns listade i Catalogue of Life.